# کوخاروویتسه
کوخاروویتسه (به چکی: Kuchařovice) یک منطقهٔ مسکونی در جمهوری چک است که در ناحیه زنویمو واقع شده‌است. کوخاروویتسه ۷٫۵۷ کیلومتر مربع مساحت و ۹۴۸ نفر جمعیت دارد و ۲۹۷ متر بالاتر از سطح دریا واقع شده‌است.